# Liste der literarischen Werke Friedrichs des Großen
Diese Liste enthält die literarischen Werke König Friedrichs II. von Preußen (1712–1786) nach den beiden maßgeblichen Gesamtausgaben in Französisch von 1846–56 und in Deutsch von 1913/14.

## Französische Ausgabe

### Œuvres
- Œuvres de Frédéric le Grand, hrsg. von Johann David Erdmann Preuß, 30 Bde., Berlin: Decker, 1846–1856.[1]
  - Bd. 1–7: Œuvres historiques:
    - Bd. 1: 
      - Mémoires pour servir a l'histoire de la maison de Brandebourg
      - Du militaire depuis son institution jusqu'à la fin du règne de Frédéric-Guillaume
      - De la superstition et de la religion; Des mœurs, des coutumes, de l'industrie, des progrès de l'esprit humain dans les arts et dans les sciences
      - Du gouvernement ancien et moderne du Brandebourg

    - Bd. 2: 
      - Histoire de mon temps, Kap. I-VII
      - Relation de la bataille de Chotusitz

    - Bd. 3: 
      - Histoire de mon temps, Kap. VIII-XIV
      - Appendice

    - Bd. 4: 
      - Histoire de la guerre de sept ans, Kap.I-IX
      - Appendice

    - Bd. 5: 
      - Histoire de la guerre de sept ans, Kap. X-XV

    - Bd. 6: 
      - Mémoires depuis la paix de Hubertsbourg 1763, jusqu'a la fin du partage de la Pologne, 1775
      - De ce qui s'est passé de plus important en europe depuis l'année 1774 jusqu'à l'année 1778
      - Mémoires de la guerre de 1778
      - Correspondance de l'Empereur et de l'Impératrice-Reine avec le Roi au sujet de la succession de la Bavière
      - Appendice
      - Testament du Roi, facsimilé

    - Bd. 7: 
      - Éloges
      - Réflexions sur les talents militaires et sur le caractère de Charles XII, roi de Suède
      - De la littérature Allemande, des défauts qu'on peut lui reprocher, etc.
      - Avant-propos de l'extrait du dictionnaire historique et critique de Bayle
      - Avant-propos de l'abrégé de l'histoire ecclésiastique de Fleury

  - Bd. 8–9: Œuvres philosophiques:
    - Bd. 8: 
      - Considérations sur l'état présent du corps politique de l'europe
      - Mémoire de M. le marquis de Fénelon, ambassadeur du roi de France
      - Dissertation sur l'innocence des erreurs de l'esprit
      - Avant-propos sur la Henriade de M. de Voltaire
      - L'Antimachiavel, ou examen du prince de Machiavel
      - Réfutation du prince de Machiavel
      - L'Antimachiavel, Avant-Propos, facsimilé

    - Bd. 9: 
      - Miroir des princes, ou instruction du Roi pour le jeune duc Charles-Eugène de Würtemberg
      - Dissertation sur les raisons d'établir ou d'abroger les lois
      - Instruction au major Borcke
      - Discours sur les satiriques
      - Discours sur les libelles
      - Réflexions sur les réflexions des géomètres sur la poésie
      - Instruction pour la direction de l'académie des nobles à Berlin
      - Essai sur l'amour-propre envisagé comme principe de morale
      - Dialogue de morale à l'usage de la jeune noblesse
      - Lettre sur l'éducation
      - Examen de l'essai sur les préjugés
      - Examen critique du système de la nature
      - Discours de l'utilité des sciences et des arts dans un état
      - Exposé du gouvernement Prussien
      - Essai sur les formes de gouvernement et sur les devoirs des souverains
      - Lettres sur l'amour de la patrie, ou correspondance d'Anapistémon et de Philopatros

  - Bd. 10–15: Œuvres poétiques:
    - Bd. 10:
      - Odes
      - Stances, paraphrase de l'Ecclésiaste
      - Épîtres
      - L'art de la guerre, poëme
      - Appendice

    - Bd. 11:
      - Épîtres familières
      - Poésies diverses
      - Lettres en vers et prose.
      - Le palladion, poëme grave

    - Bd. 12: verschiedene Dichtungen
    - Bd. 13: verschiedene Dichtungen
    - Bd. 14: verschiedene Dichtungen
    - Bd. 15: verschiedene Dichtungen

  - Bd. 16–27: Correspondance:
    - Bd. 16: Korrespondenz aus den Jahren 1731 bis 1741
      - Lettre de Frédéric à M. de Natzmer
      - Correspondance de Frédéric avec madame de Wreech
      - Correspondance de Frédéric avec le comte de Seckendorff
      - Correspondance de Frédéric avec M. de Grumbkow
      - Correspondance de Frédéric avec le comte de Schulenbourg
      - Lettre de Frédéric au comte de Manteuffel
      - Lettres de Frédéric à M. Achard
      - Correspondance de Frédéric avec M. de Beausobre
      - Correspondance de Frédéric avec M. de Camas
      - Lettre de Frédéric à Chrétien Wolff (23 mai 1740)
      - Lettres de Frédéric à M. Eller (3, 13 et 25 mai 1740)
      - Correspondance de Frédéric avec madame de Rocoulle
      - Correspondance de Frédéric avec Fontenelle
      - Correspondance de Frédéric avec le comte de Schaumbourg-Lippe
      - Correspondance de Frédéric avec Rollin
      - Correspondance de Frédéric avec M. de Suhm
      - Notice de l'Éditeur et Supplément

    - Bd. 17: Korrespondenz aus den Jahren 1733 bis 1762 
      - Correspondance de Frédéric avec la marquise du Châtelet
      - Correspondance de Frédéric avec M. Jordan
      - Correspondance de Frédéric avec M. Duhan de Jandun
      - Correspondance de Frédéric avec Maurice de Saxe
      - Lettres de Frédéric au marquis de Valori
      - Lettres de Frédéric au comte de Gotter
      - Correspondance de Frédéric avec Maupertuis
      - Lettre de Frédéric à madame Thérèse (octobre 1757)
      - Lettre de Frédéric à M. Lichtwer, (2 mars 1758)
      - Lettres de Frédéric au feld-maréchal de Kalckstein (juin 1747 et 21 juin 1758)
      - Lettre de Frédéric à M. Sulzer (juin 1761)
      - Lettre de Frédéric au baron de Schönaich (24 septembre 1761)
      - Lettre de Frédéric à M. André de Gudowitsch (22 mai 1762)

    - Bd. 18: Korrespondenz aus den Jahren 1739 bis 1769
      - Correspondance de Frédéric avec le comte Algarotti
      - Lettre de Frédéric à la veuve du général de Forcade
      - Correspondance de Frédéric avec madame de Camas
      - Correspondance de Frédéric avec M. de Jariges (7 et 8 août 1766)
      - Correspondance de Frédéric avec la duchesse Louise-Dorothée de Saxe-Gotha
      - Correspondance de Frédéric avec Catherine II, impératrice de Russie
      - Frédéric au biographe du général Paoli

    - Bd. 19: Korrespondenz aus den Jahren 1742 bis 1771
      - Correspondance de Frédéric avec le marquis d'Argens
      - Appendice

    - Bd. 20: Korrespondenz aus den Jahren 1736 bis 1778
      - Lettres de Frédéric à Gresset (24 octobre 1740 - 27 septembre 1769)
      - Lettre de Frédéric à M. Steinbart (16 mars 1770)
      - Lettres de Frédéric à la comtesse de Skorzewska (22 octobre 1768 - 20 juillet 1770)
      - Correspondance de Frédéric avec M. Darget (mai 1749 - 6 septembre 1771)
      - Correspondance de Frédéric avec le baron de Pöllnitz
      - Correspondance de Frédéric avec le baron de la Motte Fouqué
      - Lettres de Frédéric à M. de Krockow
      - Lettres de Frédéric au comte Ignace Krasicki
      - Lettre de Frédéric au baron de Riedesel
      - Lettre de Frédéric au pasteur Erman
      - Lettre de Frédéric à M. de Domaschnew
      - Lettre de Frédéric à M. de Moulines
      - Correspondance de Frédéric avec M. Léonard Euler
      - Correspondance de Frédéric avec le comte de Hoditz
      - Correspondance de Frédéric avec mylord Marischal
      - Appendice (mit Briefen Jean Jacques Rousseaus)

    - Bd. 21–23: Correspondance de Frédéric avec Voltaire
      - Bd. 21: 1736-1740
      - Bd. 22: 1740-1753
      - Bd. 23: 1754-1778

    - Bd. 24: Korrespondenz aus den Jahren 1746 bis 1783
      - Correspondance de Frédéric avec M. de Catt
      - Lettre de Frédéric au comte d'Argental
      - Correspondance de Frédéric avec l'eléctrice Marie-Antonie de Saxe
      - Lettre de Frédéric au comte de Solms-Sonnewalde
      - Lettres de Frédéric à madame de Bülow, née de Forestier
      - Correspondance de Frédéric avec M. de Hertzberg
      - Lettre de Frederic à M. Lion Gomperz
      - Lettre de Frédéric au général Eliott
      - Lettres de Frédéric à M. de Zastrow (12 janvier 1778 - 3 août 1783)
      - Correspondance de Frédéric avec d'Alembert, 1746–74

    - Bd. 25: Korrespondenz aus den Jahren 1735 bis 1786
      - Correspondance de Frédéric avec d'Alembert, 1775-1783
      - Lettre de Frédéric à Garve (novembre 1783)
      - Lettre de Frédéric au comte de Lamberg (26 février 1784)
      - Correspondance de Frédéric avec le chevalier de Chasot
      - Lettres de Frédéric à M. F.-C. Achard
      - Correspondance de Frédéric avec Finckenstein
      - Correspondance de Frédéric avec Mirabeau (22 janvier - 15 avril 1786)
      - Correspondance de Frédéric avec le baron de Grimm
      - Correspondance de Frédéric avec le marquis de Condorcet
      - Correspondance de Frédéric avec chevalier de Zimmermann
      - Supplément aux dix volumes de la correspondance de Frédéric avec ses amis:
        - Correspondance de Frédéric avec le comte de Manteuffel
        - Lettre de M. Duhan de Jandun à Frédéric
        - Lettre du baron de la Motte Fouqué à Frédéric
        - Lettre de Gresset à Frédéric
        - Correspondance de Frédéric avec le comte de Rottembourg
        - Appendice
        - Lettres de Frédéric au feld-maréchal comte de Schwerin
        - Lettre de Frédéric au feld-maréchal Jacques Keith (3 février 1758)
        - Correspondance de Frédéric avec la princesse Jeanne-Élisabeth d'Anhalt-Zerbst
        - Lettre de Frédéric à Sir Andrew Mitchell
        - Lettre de Frédéric à lieutenant-général de Krockow
        - Correspondance de Frédéric avec la duchesse Louise-Dorothée de Saxe-Gotha
        - Lettres de Frédéric à la comtesse de Skorzewska

    - Bd. 26: Korrespondenz Friedrichs mit Gattin, Mutter und Brüdern, aus den Jahren 1736 bis 1786
      - Correspondance de Frédéric avec la Reine Élisabeth sa femme
      - Correspondance de Frédéric avec la Reine Sophie sa mère
      - Correspondance de Frédéric avec son frère le prince de Prusse
      - Correspondance de Frédéric avec son frère le prince Henri
      - Lettres de Frédéric à son frère le prince Ferdinand

    - Bd. 27: Korrespondenz Friedrichs mit weiteren Familienangehörigen
      - Teilbd. 27/1: Korrespondenz Friedrichs mit seinen Schwestern
        - Correspondance de Frédéric avec sa sœur Wilhelmine, margrave de Baireuth
        - Correspondance de Frédéric avec sa sœur Frédérique, margrave d'Ansbach
        - Correspondance de Frédéric avec sa sœur Charlotte, duchesse de Brunswic
        - Correspondance de Frédéric avec sa sœur Sophie, margrave de Schwedt
        - Correspondance de Frédéric avec sa sœur Ulrique, Reine de Suéde
        - Correspondance de Frédéric avec sa sœur Amélie, abbesse de Quedlinbourg

      - Teilbd. 27/2: Korrespondenz Friedrichs mit entfernten Verwandten
        - Correspondance de Frédéric avec Marie-Dorotheé, veuve du margrave Albert de Brandebourg
        - Correspondance de Frédéric avec le margrave Henri
        - Correspondance de Frédéric avec le margrave Charles
        - Correspondance de Frédéric avec le duc Charles de Brunswic
        - Correspondance de Frédéric avec le prince Frédéric-Auguste de Brunswic
        - Correspondance de Frédéric avec le duc Ferdinand de Brunswic
        - Correspondance de Frédéric avec Gustave III roi de Suède
        - Lettres de Frédéric à la princesse Sophie-Albertine de Suède
        - Lettres au prince Guillaume V d'Orange
        - Lettre de la princesse Wilhelmine d'Orange à Frédéric
        - Lettres de Frédéric au prince Guillaume IV. d'Orange
        - Correspondance de Frédéric avec la landmargrave Caroline de Hesse-Darmstadt

      - Teilbd. 27/3: Deutschsprachige Korrespondenz Friedrichs
        - Friedrichs Briefwechsel mit dem Könige Friedrich Wilhelm I., seinem Vater
        - Friedrichs Briefwechsel mit Dem Geheimen Kämmerier Fredersdorf
        - Friedrichs Briefe an den Abt Tobias Stusche
        - Friedrichs Brief an Frau von Manteuffel (den 18. December 1730)
        - Friedrichs Brief an den Hauptmann von Hacke
        - Friedrichs Briefe an den Lieutenant von der Gröben
        - Friedrichs Briefe an den Consistorial-Rath Reinbeck
        - Friedrichs Brief an den Etats-Minister von Viereck
        - Friedrichs Brief an den Prinzen Leopold von Anhalt-Dessau
        - Friedrichs Brief an den Prinzen Leopold von Anhalt-Dessau
        - Friedrichs Briefwechsel mit dem Grafen von Dönhoff auf Quittainen
        - Instruction für den General-Lieutenant von Finck
        - Friedrichs Brief an den Obersten von der Heyde
        - Friedrichs Brief an den Baron H. A. von la Motte Fouqué
        - Friedrichs Brief an den General-Lieutenant von Ramin
        - Friedrichs Brief an den Conrector Moritz
        - Friedrichs Brief an den Kammer-Musicus J. P. Kirnberger
        - Friedrichs Brief an den Doctor Bloch
        - Friedrichs Brief an den Professor Myller
        - Friedrichs Brief an den Professor Müchler
        - Friedrichs Brief an den Rector Heynatz
        - Friedrichs Briefe an die verwittwete Frau von Troschke
        - Anhang
        - Supplément aux œuvres historiques de Frédéric
        - Supplément à la correspondance de Frédéric avec ses amis:
          - Lettre du comte de Rottembourg à Frédéric
          - Correspondance de Frédéric avec le comte de Hoditz
          - Lettres de d'Alembert à Frédéric
          - Correspondance de Frédéric avec l'électrice Marie-Antonie de Saxe
          - Lettre de Frédéric à Catherine II, impératrice de Russie
          - Correspondance de Frédéric avec le chevalier de Chasot

  - Bd. 28–30: Œuvres militaires:
    - Bd. 28: 
      - Les principes géneraux de la guerre
      - Avant-propos de l'Extrait tiré des Commentaires du chevalier Folard sur l'Histoire de Polybe
      - Pensées et règles générales pour la guerre
      - Instruction pour le prince Henri, chargé du commandement de l'armée en Saxe
      - Disposition préalable pour le maréchal Keith, en cas que les ennemis viennent attaquer le camp du Roi
      - Disposition pour les colonels d'artillerie Dieskau et Moller
      - Réflexions sur la tactique et sur quelques parties de la guerre, ou Réflexions sur quelques changements dans la façon de faire la guerre
      - Instruction pour les généraux-majors de cavalerie
      - Appendice
      - Plans militaire

    - Bd. 29:
      - Éléments de castramétrie et de tactique
      - Avant-propos
      - Règles de ce qu'on exige d'un bon commandeur de bataillon en temps de guerre
      - Réflexions sur les projets de campagne
      - Des marches d'armée, et de ce qu'il faut observer à cet égard
      - Projet de campagne
      - Instruction pour le prince héréditaire de Brunswic
      - Réflexions sur les mesures à prendre au cas d'une guerre nouvelle avec les Autrichiens, en supposant qu'ils suivent la même méthode d'une defensive rigide comme dans la derniere campagne de 1778
      - Plans militaire 

    - Bd. 30:
      - Instruction für den Oberst-Lieutenant vom Corps Cadets den von Oelsnitz
      - Instruction wornach sich des General-Feldmarschalls Fürsten von Anhalt Liebden bei dem Deroselben aufgetragenen Commando über dasjenige Corps d'armée, welches Seine Königliche Majestät besonders formiren lassen werden, zu achten haben
      - Instruction für die Regimenter Infanterie und Instruction für die Regimenter Cavallerie und Dragoner
      - Ordre und Dispositiones, wornach sich der General-Lieutenant von Kalckstein bei Eröffnung der Tranchéen vor Brieg achten und alles gehörig disponiren, auch einen jeden, so dazu commandiret wird, wohl instruiren soll, was er zu thun hat
      - Instruction für die Cavallerie für den Fall einer Bataille
      - Instruction für die Obersten und sämmtliche Officiere von den Regimentern Husaren
      - Disposition für die sämmtlichen Regimenter Infanterie, wie solche sich bei dem vorfallenden Marsche gegen den Feind und bei der darauf folgenden Bataille zu verhalten haben
      - Instruction für des General-Feldmarschalls Fürsten von Anhalt Liebden, wegen des Deroselben aufgetragenen Commandos in Ober-Schlesien
      - Reglement, was bei dem Campiren der Armee beobachtet werden soll
      - Reglement für die Cavallerie und Dragoner, was bei den Exercitien geändert wird
      - Instruction für die Infanterie
      - Ordres für die sämmtlichen Generale von der Infanterie und Cavallerie, wie auch Husaren, desgleichen für die Stabs-Officiere und Commandeurs der Bataillons
      - Disposition, wie sich die Officiere von der Cavallerie, und zwar die Generale sowohl als die Commandeurs der Escadrons, in einem Treffen gegen den Feind zu verhalten haben
      - Disposition, welchergestalt sich die Artillerie bei einer Haupt-Action mit dem Feinde zu verhalten hat
      - Disposition, wie es bei vorgehender Bataille bei Seiner Königlichen Majestät in Preussen Armee unveränderlich soll gehalten werden, wornach sich auch sowohl die Generalität, als andere commandirende Officiere stricte zu achten und solches zu observiren haben
      - Instruction für die General-Majors von der Infanterie
      - Instruction für die General-Majors von der Cavallerie
      - Instruction für den Obersten Lattorff, als Commandanten in Cosel
      - Instruction für des Prinzen Ferdinand von Braunschweig Liebden, als Gouverneur der Festung Magdeburg
      - Instructionen für den General-Feldmarschall von Lehwaldt, als General en chef von den sämmtlichen in Preussen stehenden Truppen, was derselbe, nach dem ihm gegebenen Plein-pouvoir, bei daselbst vorfallendem Kriege zu thun und zu beobachten hat
      - Instruction des Königs für seine Quartiermeister. Aphorismen des Königs über die Befestigungs-, Lager und Gefechtskunst
      - Ordre an den General-Lieutenant Grafen zu Dohna
      - Instruction, welche der König im Breslauer Winterquartier in seinem Zimmer den Feld-Ingenieurs dictirt hat
      - Instruction für die General-Majors von der Infanterie
      - Instruction für die Commandeurs der Cavallerie-Regimenter, wie sich solche wegen des kleinen Dienstes in den Garnisonen, der Mannszucht des gemeinen Mannes, der scharfen Disciplin, des Exercirens der Regimenter, guten Aufsicht und Zucht der Officiere und wegen der Oekonomie zu verhalten haben
      - Instruction für die Commandeurs der Infanterie-Regimenter, wie sich solche wegen des kleinen Dienstes in den Garnisonen, wegen der Mannszucht des gemeinen Mannes, der scharfen Disciplin, des Exercirens der Regimenter, guten Aufsicht und Zucht der Officiere und der Oekonomie zu verhalten haben
      - Instruction für die Artillerie
      - Instruction für die Commandeurs der Regimenter und Bataillons
      - Instruction für die Commandeurs der Cuirassier-, Dragoner und Husaren-Regimenter
      - Instruction für den General-Major von Buddenbrock, was bei Schweidnitz zu thun ist
      - Instruction für die Inspecteurs der Cavallerie, welche sie allen Commandeurs der Cavallerie communiciren sollen
      - Instruction für die Inspecteurs der Infanterie
      - Instruction für die Inspecteurs der Cavallerie
      - Disposition für den Gouverneur oder Commandanten der Festung Schweidnitz, im Fall sie sollte attaquirt werden
      - Instruction für meine Artillerie, wie sie bei Gelegenheit ihr Feuer einrichten soll
      - Instruction für die Freiregimenter oder leichten Infanterie-Regimenter
      - Instruction für die schlesische Infanterie-Inspection des General-Majors von Götzen

### Politische Correspondenz
- Die politische Correspondenz Friedrichs des Großen, 48 Bde. und ein Ergänzungsband, hrsg. von Johann Gustav Droysen u. a., Köln: Böhlau (vormals Berlin: Duncker & Humblot; Berlin: Reimar Hobbing; Leipzig: Quelle & Meyer), 1879–2015.
  - Ergänzungsband: Die politischen Testamente Friedrich’s des Großen, Berlin: Hobbing, 1920.

## Deutsche Ausgabe
- Die Werke Friedrichs des Großen. In deutscher Übersetzung, hrsg. von Gustav Berthold Volz, 10 Bde., Berlin: Hobbing, 1913 f.
  - Bd. 1:
    - Denkwürdigkeiten zur Geschichte des Hauses Brandenburg
    - Der politische Zustand Brandenburgs einst und jetzt
    - Aberglaube und Religion
    - Sitten, Gebräuche und Industrie. Der Fortschritt des Menschengeistes in den Künsten und Wissenschaften
    - Anhang

  - Bd. 2:
    - Denkwürdigkeiten (1742)
    - Geschichte meiner Zeit (1775)
    - Anhang

  - Bd. 3:
    - Geschichte des Siebenjährigen Krieges, Kap. 1-9
    - Anhang:
      - Denkschrift über die gegenwärtige politische Lage Deutschlands (Juni 1756)
      - Entwürfe zu den Kriegsmanifesten
      - Unterredung des Königs mit dem Kabinettsminister Graf Podewils (21. Juli 1756)
      - Denkschrift für England (Juli 1756)
      - Die drei Anfragen in Wien
      - Darlegung der Gründe, die Se. Majestät den König von Preußen gezwungen haben, den Anschlägen des Wiener Hofes zuvorzukommen (August 1756)
      - Instruktion für Feldmarschall Schwerin (2. August 1756)
      - Schreiben des Königs an Feldmarschall Schwerin über die Schlacht bei Lobositz (2. Oktober 1756)
      - Denkschrift für England (29. Oktober 1756)
      - Denkschrift über die gegenwärtige Lage Europas und die von den Verbündeten zu ergreifenden Maßregeln, um im nächsten Feldzuge die Oberhand über ihre Feinde zu erlangen (November 1756)
      - Feldzugsplan für die Armee der Alliierten (November 1756)
      - Kurzgefaßte Gründe, durch die ein österreichischer Gesandter zu London im Jahre 1763 Subsidien von England erlangen kann (Juli 1757)
      - Rechtfertigung meines politischen Verhaltens (Juli 1757)
      - Die Gründe meines militärischen Verhaltens (Juli 1757)
      - Operationsplan für Feldmarschall Lehwaldt (9. November 1757)
      - Rede des Königs vor der Schlacht bei Leuthen (3. Dezember 1757)
      - Denkschrift für England (Januar 1758)
      - Instruktion für Prinz Heinrich von Preußen (11. März 1758)
      - Instruktion für Generalleutnant Graf Christoph Dohna (2. April 1758)
      - Vorläufige Disposition für Feldmarschall Keith, falls der Feind das Lager des Königs angreift (30. Juni 1758)
      - Disposition für die Artillerieobersten Dieskau und Moller (30. Juni 1758)
      - Plan einer Schlacht gegen die Österreicher (Juli 1758)

  - Bd. 4:
    - Geschichte des Siebenjährigen Krieges, Kap. 10-17
    - Anhang
      - Instruktion für General Wedell (Juli 1759)
      - Instruktion für Prinz Heinrich von Preußen (Juli 1759)
      - Vollmacht und Instruktion für General Finck (August 1759)
      - Erlaß des Königs an den Geheimen Legationsrat Baron von Knyphausen in London (12. Oktober 1759)
      - Gedanken über den Frieden (Januar 1760)
      - Militärische Betrachtungen (Februar 1760)
      - Gedanken über die feindlichen Pläne und unsere Operationen (5. April 1760)
      - Betrachtungen über die Vorschläge der Franzosen und ihrer Verbündeten (12. April 1761)
      - Instruktion für Prinz Heinrich von Preußen (21. April 1761)
      - Instruktion für Oberst Freiherr von der Goltz (7. Februar 1762)

    - Schlachtzskizzen zu den beiden Schlesischen Kriegen
    - Schlachtskizzen zum Siebenjährigen Krieg
    - Übersichtskizze über den Kriegsschauplatz

  - Bd. 5:
    - Denkwürdigkeiten vom Hubertusburger Frieden bis zum Ende der Polnischen Teilung
    - Die wichtigsten Begebenheiten von 1774 bis 1778
    - Der Bayrische Erbfolgekrieg
    - Denkschrift (19. Dezember 1782)
    - Über die Politik (November 1784)
    - Zur Geschichte des Deutschen Fürstenbundes
    - Darlegung der Gründe, die Seine Majestät den König von Preußen zu gerechten Vergeltungsmaßregeln gegen den Fürstbischof von Lüttich bewogen haben (11. September 1740)
    - Entwurf zur "Darlegung der Gründe, aus denen der König in Schlesien eingerückt ist" (Dezember 1740)
    - Schreiben des Grafen N. an einen Freund (August 1742)
    - Schreiben aus Prag an einen Privatmann (Ende Februar 1743)
    - Entwurf zur "Darlegung der Gründe, aus denen der König sich genötigt sieht, dem Kaiser Hilfstruppen zu stellen" (August 1744)
    - Entwurf des Manifestes gegen den Dresdener Hof (August 1745)
    - Briefe an das Publikum (März 1753)
    - Schreiben des Kardinals Richelieu an den König von Preußen (Oktober 1756)
    - Schreiben eines Schweizers an einen venezianischen Nobile (September 1758)
    - Schreiben eines Sekretärs des Grafen Kaunitz an einen Sekretär des Grafen Cobenzl (September 1758)
    - Schreiben der Marquise von Pompadour an die Königin von Ungarn (Anfang 1759)
    - Über die Satirenschreiber (März 1759)
    - Über die Schmähschriften (April 1759)
    - Breve des Papstes an Feldmarschall Daun (Mai 1759)
    - Glückwunsch des Prinzen Soubise an Feldmarschall Daun zu dem vom Papst empfangenen Degen (Mai 1759)
    - Schreiben eines preußischen Offiziers an einen Freund in Berlin (Juli 1759)
    - Schreiben eines Schweizers an einen Genuesen (Februar 1760)
    - Schreiben eines österreichischen Offiziers an einen Freund in der Schweiz (Frühling 1761)
    - Zeitungsartikel (März 1767)
    - Totengespräch zwischen dem Herzog von Choiseul, Graf Struensee und Sokrates (Februar 1772)
    - Totengespräch zwischen Prinz Eugen, Lord Marlborough und Fürst Liechtenstein (1773)
    - Übersichtsskizze über den Feldzug in Böhmen 1778
    - Stellung der Armee des Königs bei Arnau und Hohenelbe 26.8. bis 8.9.1778
    - Skizze zu dem Erkundungsbericht eines Offiziers aus dem Stabe König Friedrichs

  - Bd. 6:
    - Die Generalprinzipien des Krieges und ihre Anwendung auf die Taktik und Disziplin der preußischen Truppen (1748)
    - Gedanken und allgemeine Regeln für den Krieg (1755)
    - Betrachtungen über die Taktik und einige Teile des Krieges oder Betrachtungen über einige Veränderungen in der Art der Kriegführung (27. Dezember 1758)
    - Grundsätze der Lagerkunst und der Taktik (1770)
    - Über Kriegsmärsche und was bei ihnen zu beachten ist (1777)
    - Betrachtungen über die Feldzugspläne (1775)
    - Das militärische Testament von 1768
    - Aus der Instruction für die Generalmajors von der Infanterie (14. August 1748)
    - Instruction für die Generalmajors von der Infanterie (12. Februar 1759)
    - Aus der Instruction für die Commandeurs der Infanterie-Regimenter (11. Mai 1763)
    - Regeln für einen guten Bataillonskommandeur im Kriege (3. April 1773)
    - Instruction für die Inspecteurs der Infanterie-Regimenter (6. April 1780)
    - Instruction für die Inspecteurs der Infanterie (25. Juli 1781)
    - Instruction für die Frei-Regimenter oder leichten Infanterie-Regimenter (5. Dezember 1783)
    - Disposition, wie sich die Officiere von der Cavallerie in einem Treffen gegen den Feind zu verhalten haben (25. Juli 1744)
    - Aus der Instruction für die Generalmajors von der Cavallerie (14. August 1748)
    - Instruktion für die Generalmajore der Kavallerie (16. März 1759)
    - Aus der Instruction für die Commandeurs der Cavallerie-Regimenter (11. Mai 1763)
    - Instruction für die Inspecteurs der Cavallerie (20. Juli 1779)
    - Instruction für die Obersten und sämmtliche Officiere von den Regimentern Husaren (21. März 1742)
    - Disposition, welchergestalt sich die Artillerie bei einer Haupt-Action mit dem Feinde zu verhalten hat (August 1744)
    - Aus der Instruction für die Artillerie (3. Mai 1768)
    - Instruction für meine Artillerie (Mai 1782)
    - Instruction für den Obersten Lattorff als Commandanten in Kosel (Dezember 1753)
    - Plan der Verteidigung Schlesiens gegen Böhmen (nach 1745)
    - Denkschrift, wie man den Gegner zwingt, seine Stellung an der Katzbach zu verlassen (nach 1763)
    - Vorrede zum Auszug aus den Kommentaren des Chevalier Folard zur Geschichte des Polybios (1753)
    - Vorrede zum Auszug aus Quincys "Kriegsgeschichte Ludwigs XIV." (5. Oktober 1771)
    - Gedächtnisrede auf Goltz (1748)
    - Gedächtnisrede auf Stille (1753)
    - Betrachtungen über die militärischen Talente und den Charakter Karls XII. (1759)
    - Die Kriegskunst. Ein Lehrgedicht

  - Bd. 7:
    - Der Antimachiavell
    - Das politische Testament von 1752
    - Politische Schriften:
      - Schreiben des Kronprinzen Friedrich an den Kammerjunker von Natzmer (Februar 1731)
      - Fürstenspiegel oder Unterweisung des Königs für den jungen Herzog Karl Eugen von Württemberg (1744)
      - Instruktion für den Major Graf Borcke (24. September 1751)
      - Instruktion für Behnisch (26. Juli 1773)
      - Abriß der preußischen Regierung und der Grundsätze, auf denen sie beruht, nebst einigen politischen Betrachtungen (1776)
      - Betrachtungen über den politischen Zustand Europas (9. Mai 1782)
      - Betrachtungen über die preußische Finanzverwaltung (20. Oktober 1784)
      - Regierungsformen und Herrscherpflichten (1777)
      - Kritik der Abhandlung "Über die Vorurteile" (1770)
      - Kritik des "Systems der Natur" (1770)

    - Persönliche Testamente:
      - Schreiben des Königs an den Kabinettsminister von Podewils (März 1741)
      - Schreiben des Königs an den Prinzen von Preußen August Wilhelm (8. April 1741)
      - Das Testament vom 11. Januar 1752
      - Geheime Instruktion für den Kabinettsminister Graf Finckenstein (10 Januar 1757)
      - Testament des Königs vor der Schlacht bei Leuthen (28. November 1757)
      - Schreiben des Königs an Prinz Heinrich von Preußen (10. August 1758)
      - Ordre an meine Generals dieser Armee, wie sie sich im Fall zu verhalten haben, wann ich sollte todt geschossen werden (22. August 1758)
      - Das Testament vom 8. Januar 1769

  - Bd. 8:
    - Literarisch-philosophische Schriften
      - Vorrede zu Voltaires Henriade (1739)
      - Über die Unschädlichkeit des Irrtums des Geistes (1738)
      - Über die Gründe, Gesetze einzuführen oder abzuschaffen (1749)
      - Vorrede zum Auszug aus dem historisch-kritischen Wörterbuch von Bayle (1764)
      - Die Eigenliebe als Moralprinzip (1770)
      - Über den Nutzen der Künste und Wissenschaften im Staate (1772)
      - Betrachtungen über die Betrachtungen der Mathematiker über die Dichtkunst (1762)
      - Über die deutsche Literatur. Die Mängel, die man ihr vorwerfen kann, ihre Ursachen und die Mittel zu ihrer Verbesserung. Aus dem Französischen übersetzt (Übers. Christian Konrad Wilhelm Dohm) (1780) (Digitalisat und Volltext im Deutschen Textarchiv)

    - Theologische Streitschriften
      - Vorrede zum Auszug aus Fleurys Kirchengeschichte (1766)
      - Widmung des "Lebens des Apollonios von Tyana" von Philostratos an Papst Klemens XIV. (1774)
      - Bericht des Phihihu, Sendboten des Kaisers von China in Europa (1760)
      - Schreiben Nicolinis an Franculoni, Prokurator von San Marco, und Breve des Papstes Klemens XIV. an den Mufti Osman Molla (1771)
      - Hirtenbrief Sr. Hochwürden des Bischofs von Aix, worin die gottlosen Werke des p. p. Marquis d'Argens verdammt werden und auf seine Verbannung aus dem Königreiche erkannt wird (1766)
      - Apostolischer und theologischer Kommentar zu den heiligen Prophezeiungen des heiligen Verfassers von "Blaubart" (1779)
      - Predigt über das Jüngste Gericht (1759)
      - Das himmlische Jerusalem. Ein Schwank für Voltaire (1770)
      - Traum (1777)

    - Satiren:
      - Lobrede auf den Schustermeister Jakob Mathias Reinhart (1759)
      - Lob der Trägheit (1768)

    - Gedächtnisreden:
      - Gedächtnisrede auf Prinz Heinrich den Jüngeren (1767)
      - Gedächtnisrede auf Jordan (1746)
      - Gedächtnisrede auf La Mettrie (1752)
      - Gedächtnisrede auf Knobelsdorff (1754)
      - Brief eines Akademikers in Berlin an einen Akademiker in Paris (1752)
      - Gedächtnisrede auf Voltaire (1778)

    - Pädagogische Schriften:
      - Instruktion für die Académie des Nobles in Berlin (1765)
      - Über die Erziehung (1769)
      - Dialog über die Moral. Ein moralischer Katechismus zum Gebrauch für die adlige Jugend (1770)
      - Briefe über die Vaterlandsliebe (1779)

    - Anhang
      - Zur Abhandlung "Über die deutsche Literatur"
      - Kabinettserlaß über das Unterrichtswesen an den Minister Freiherrn von Zedlitz (5. September 1779)

  - Bd. 9:
    - Oden und Episteln
    - Das Palladion. Ein tiefgründiges Gedicht (E. König)
    - Die Schule der Welt. Komödie in drei Akten (W. Rath)

  - Bd. 10: Gedichte

## Zweisprachige Ausgabe
- Anne Baillot, Günther Lottes und Brunhilde Wehinger (Hrsg.): Potsdamer Ausgabe/Édition de Potsdam (deutsch-französisch). 12 Bände. Akademie Verlag, Berlin 2007. Bislang erschienen:
  - Band VI: Philosophische Schriften, 2007.
    - Der Antimachiavel und andere

## Sonstige Werke

### Unterhaltungen mit De Catt
- Unterhaltungen mit Friedrich dem Großen. Memoiren und Tagebücher von Heinrich de Catt (= Publicationen aus den Königlich Preußischen Staatsarchiven, Bd. 22), hrsg. v. Reinhold Koser, Leipzig: Hirzel 1884 (frz.).
- Gespräche mit Catt, hrsg. v. Willy Schüßler, Leipzig: Dieterich 1940 (dt.).

### Sonstige
- Denkwürdigkeiten seines Lebens, hrsg. v. Friedrich Eyssenhardt, 2 Bde., Leipzig: Grunow 1886.
- Die politischen Testamente der Hohenzollern, hrsg. v. Georg Küntzel und Martin Haß, 2 Bände, Leipzig: Teubner 1919-1920.
- Sein Vermächtnis. Friedrich als Staatskünstler, ausgewählt von Georg Heinrich, Leipzig: Kummer o. J. (~1925/30).
- Ausgewählte Schriften, hrsg. v. Ulrike-Christine Sander, Fischer-TB 90307, Frankfurt am Main 2011, ISBN 978-3-596-90370-2